# Josef Starzer
Josef Johann Michael Starzer (getauft am 5. Januar 1728 in Wien; † 22. April 1787 ebenda) war ein österreichischer Komponist und Violinist der Vorklassik.

## Leben
Über Josef Starzers Ausbildungsweg gibt es keine zuverlässigen Informationen, möglicherweise war er wie seine Schwester, die Sängerin Katharina Starzer (1752–1775), ein Schüler von Giuseppe Bonno und dem Geiger Giuseppe Trani. In der Zeit von 1752 bis 1775 ist er als Violinist im Orchester des Wiener Burgtheaters nachgewiesen. Als bereits etablierter Komponist von Ballettmusiken folgte er 1759 dem Wiener Choreografen Anton Christoph Hilverding (1710–1768) nach St. Petersburg, wo er als Konzertmeister und Hofkomponist eine Anstellung fand. Schließlich kehrte er 1768 nach Wien zurück und schrieb weitere Ballettmusiken. Zu den erfolgreichsten dieser Zeit gehörten „Roger et Bradamante“ (1771), „Adèle de Ponthieu“ (1773) und „Gli Orazi e gli Curiazi“ (1774). Neben seinen Zeitgenossen Georg Christoph Wagenseil und Matthias Georg Monn gehörte Starzer zu den Wegbereitern der Wiener Klassik. 
Im Jahr 1771 war Starzer eines der Gründungsmitglieder der „Wiener Tonkünstler Sozietät“. In der Akademie der Tonkünstler-Sozietät trat auch der Lautenist Karl Kohaut, der mit Starzer auch in Gottfried van Swietens Haus spielte, zu Weihnachten 1777 auf.

## Werk
Ein Großteil der Musik Starzers wurde bei den Konzerten der Wiener Gesellschaft aufgeführt. Neben den rund 250 Ballettmusiken und Singspiele, darunter Die drei Pächter, das Oratorium La passione di Gesù Cristo, 12 Sinfonien, mehrere Konzerte, darunter ein Violinkonzert in F-Dur, Divertimenti, rund 20 Streichquartette, Trios und weitere Kammermusik für Streich- und Blasinstrumente.